# Сейнт Суппапонг Удомкаевканчана
Сейнт Суппапонг Удомкаевканчана (เซ้นต์ ศุภพงษ์ อุดมแก้วกาญจนา, род. 17 апреля 1998, Трат) — тайский актёр, модель, исполнитель, ведущий телевизионного шоу, руководитель и владелец продюсерской компании Idol Factory Thailand, получивший известность благодаря роли Пита в сериале 2018 года «Любовь невзначай».

## Ранняя биография
Сейнт родился 17 апреля 1998 в провинции Трат, Таиланд. Таец китайского происхождения. Дедушка дал ему китайское имя Хуанг Минмин (кит. упр. 黄明明, пиньинь Huáng Míngmíng).

## Образование
Закончил школу Tradtragarnkun впровинции Трат и Assumption College в городе Бангкок. Получил степень бакалавра экономики в Srinakharinwirot University в 2021 году. Поступил в магистратуру в 2022в Колледж инноваций в области социальных коммуникаций (วิทยาลัยนวัตกรรมสื่อสารสังคม, COSCI) при университете Srinakharinwirot University на специальность Бизнес-дизайн.

## Благотворительная и общественная деятельность
Начиная с 4 класса школы участвует в благотворительных акциях и мероприятиях. Будучи в старших классах и студентом университета принимает участие в организации лагерей волонтеров. За волонтерскую деятельность получил награду Человек Сиама в номинации «Выдающаяся молодежь для общества».

## Карьера актёра
Сейнт совершил актёрский дебют в 2018 году в БЛ-сериале Love by Chance сыграв там главную роль (Пит Пичай) совместно с Tanapon Sukumpantanasan (Э Интач). Эта работа принесла ему мировую известность.
В начале 2020 года вышел второй его большой БЛ-сериал Why R U?, в котором он сыграл Тьютора (Тьютор Саттакун) вместе с Зи Прук Паник (Zee Pruk Panich) в роли Файтера (Файтер Пипакрон).
В 2020 году Сейнт снимался в главной роли в сериале Давай сразимся, призрак! (Let’s Fight Ghost, Thailand) в роли Аофа (Аоф Иссава, он же Офф Иссава) вместе с Орн Патчанан (Patchanan Jiajirachote) в роли Джин (Джин Жидапа). Сериал вышел на экраны в начале 2021 года.
В 2020 году Сейнт снимался в главной роли в полнометражном фильме Умоляя тебя (Please her, также известный как Begging You или Von the movie) вместе с Phiravich Attachitsataporn, Peemapol Panichtamrong, Sarika Sathsilpsupa. Фильм вышел в кинотеатрах 24 декабря 2020 года. Был выпущен на DVD в конце 2021 года. Транслируется на платформе Netflix.
В 2021 году Сейнт снимался в главной роли в сериале Споём снова (Sing Again, Thailand), который вышел в начале 2022 года на платформе TrueID и Netflix.
В качестве приглашённой звезды и исполнителя песни появился в сериале Gap: The Series 2022 года.

## Исполнитель
14 июля 2019 года вышел дебютный сингл «I crush on you», который Сейнт представил в качестве подарка для своего фан-клуба. Сейнт выпустил его на свои средства и выступил со-продюсером.
В течение 2019 года Сейнт участвовал в бойз-группе из пяти человек под названием KissBoysTH. Этот проект выпускал песни и различные развлекательные шоу, в том числе реалити шоу KissboysTH Reality of BOYS, видеоблоги.

## Бизнесмен
Сейнт мечтал создать свой собственный бизнес с самого раннего возраста
В 2020 году Сейнт начал бизнес по производству попкорна под маркой Сансук (Saansook) для поддержки сообщества.
В 2020 году Сейнт основал компанию Idol Factory Co., Ltd. для производства сериалов и продвижения молодых актёров. Дата основания — 24 апреля 2020

## Ведущий телевизионного шоу
Сейнт является ведущим музыкального шоу TPop Stage на канале Workpoint TV вместе с актрисой и ведущей Джун Тирати (June Teeratee Buddeehong, ปาริชาติ บุตรดีหงส์). Первый выпуск с Сейнтом в качестве ведущего состоялся 5 июля 2021 года